# Font Agudes
El agua mineral natural Font Agudes es propiedad de Font Agudes del Montseny, S.A., del Grupo  Font Agudes. Procede de Arbucias, dentro del parque natural del Montseny, provincia de Gerona, España donde también es envasada.

## Composición química
| Tipo         | Cantidad   |
| ------------ | ---------- |
| Residuo seco | 318 mg/l   |
| Bicarbonatos | 252,2 mg/l |
| Sulfatos     | 43 mg/l    |
| Cloruros     | 17,2 mg/l  |
| Calcio       | 53,8 mg/l  |
| Magnesio     | 14,3 mg/l  |
| Potasio      | 2,6 mg/l   |
| Sodio        | 41,3 mg/l  |
| Silicio      | 15,5 mg/l  |
| Flúor        | 0,8 mg/l   |
| Nitratos     | 1,6 mg/l   |

- Datos: Q5863636